# Phenacoccus querculus
Phenacoccus querculus är en insektsart som först beskrevs av Borchsenius 1949.  Phenacoccus querculus ingår i släktet Phenacoccus och familjen ullsköldlöss. Inga underarter finns listade i Catalogue of Life.